# Pseudoniptera quercina
Pseudoniptera quercina — вид грибів, що належить до монотипового роду Pseudoniptera.